# Abies concolor

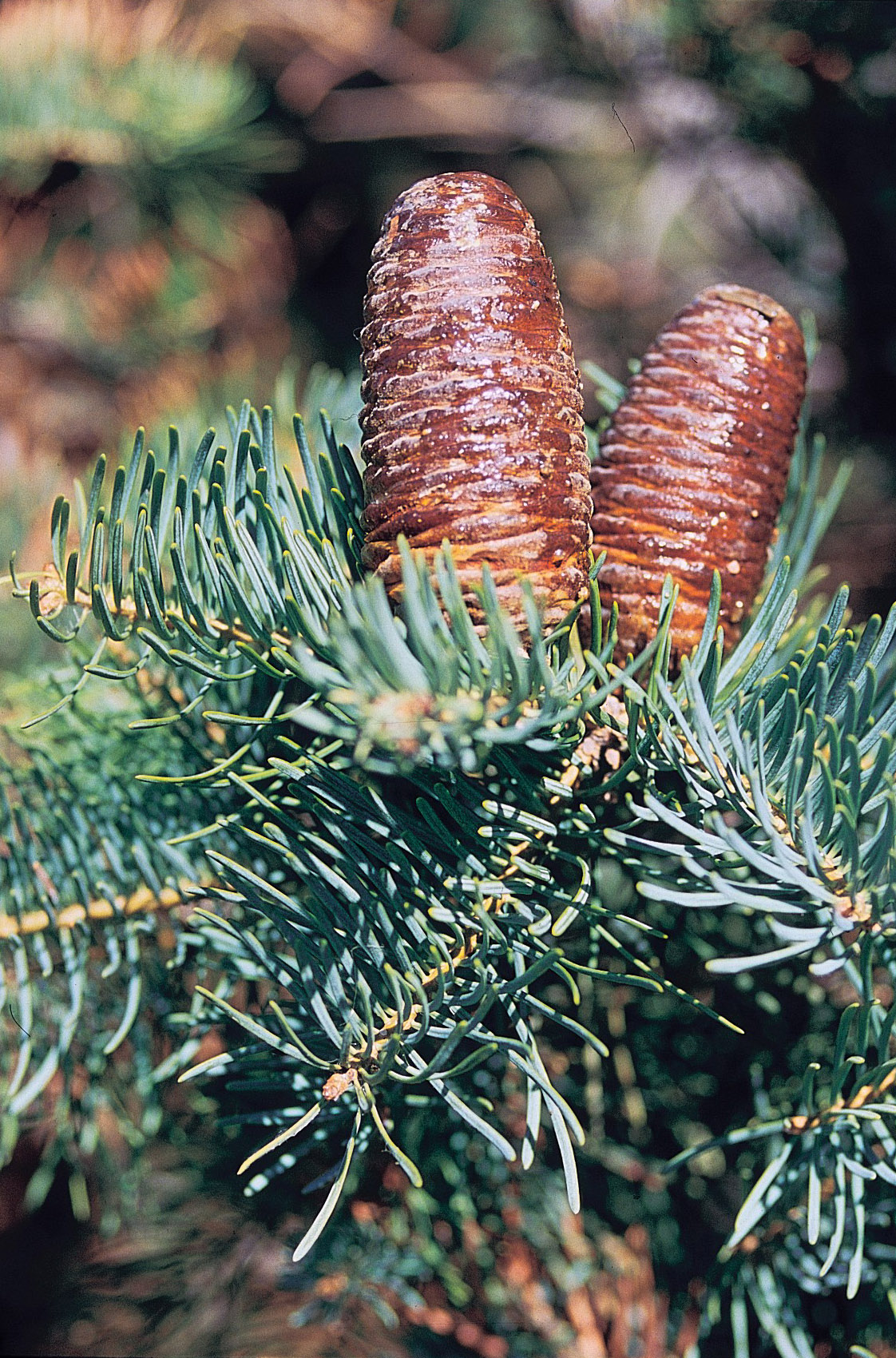
Follaje y conos de la subesp. concolor.

Abies concolor o abeto del Colorado es una especie arbórea de la familia de las pináceas, originaria de las montañas occidentales de Norteamérica, a altitudes de 900 a 3.400 m s. n. m.

## Descripción
Es una conífera de medio a grande siempreverde que alcanza de 25 a 60 m de altura y con más de 2 m de diámetro de tronco.

Las hojas son tipo aguja, chatas, de 2,5 a 6 cm de long. y 2 mm de ancho por 0,5 a 1 mm de espesor, verdes a azul verdoso glaucas arriba, y con dos bandas glaucas azul-blancas de estomas debajo, punta no aguzada. El arreglo foliar es en espiral en los ápices, pero cada hoja es variablemente retorcida en la base, pareciendo que hubiera dos o más líneas. Los cono o estróbilos tienen 6 a 12 cm de long. y 4 a 4,5 cm de ancho, verdes o púrpuras y al madurar pardo pálido, con cerca de 100 a 150 escamas; las brácteas son cortas. Las semillas, aladas, son dispersadas cuando los estróbilos se desintegran a la maturez, cerca de 6 meses después de polinizados.

## Subespecies
Hay dos subespecies; a veces son tratadas como variedad por algunos autores, o como distintas especies por otros:
- Abies concolor subesp. concolor. Abeto de Low,[2] abeto del Colorado blanco o abeto de las Montañas Rocallosas blanco. En Estados Unidos, a altitudes de 1.700 a 3.400 m s. n. m. en las Montañas Rocallosas del sur de Idaho a Utah y Colorado, Nuevo México, Arizona, y las montañas de Nevada y el extremo sudeste de California, y una corta porción del norte de Sonora, México. Es un árbol más pequeño, de 25 a 35 m de altura, raramente 45 m. Follaje fuertemente curvado hacia arriba a erecto, salvo las ramas en sombras en la corona inferior; hojas mayormente de 3,5 a 6 cm, fuertemente glaucas en el haz, con numerosos estomas. Tolera inviernos con temperaturas bajo de -40 °C.

- Abies concolor subesp. lowiana. abeto del colorado bajo o Sierra abeto de Nevada blanco. En EE. UU., a altitudes de 900 a 2700 m s. n. m. de Cascades en el Oregón central, sur de California (Montañas Klamath, Sierra Nevada) al norte de Baja California, México. Es un árbol alto de hasta 40 a 60 m. El follaje es achatado en la parte baja; hojas hacia arriba en los ápices de crecimiento, poco incurvadas; hojas de 2,5 a 5 cm, poco glaucas en el lado superior, con pocos o ningún estoma. Tolera inviernos con temperaturas hasta -30 °C.

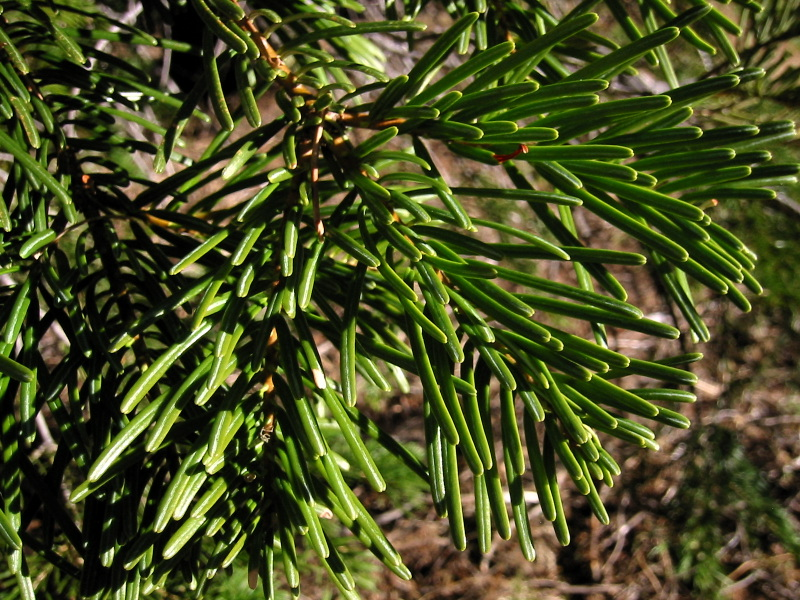
Follaje superior de A. concolor subesp. lowiana

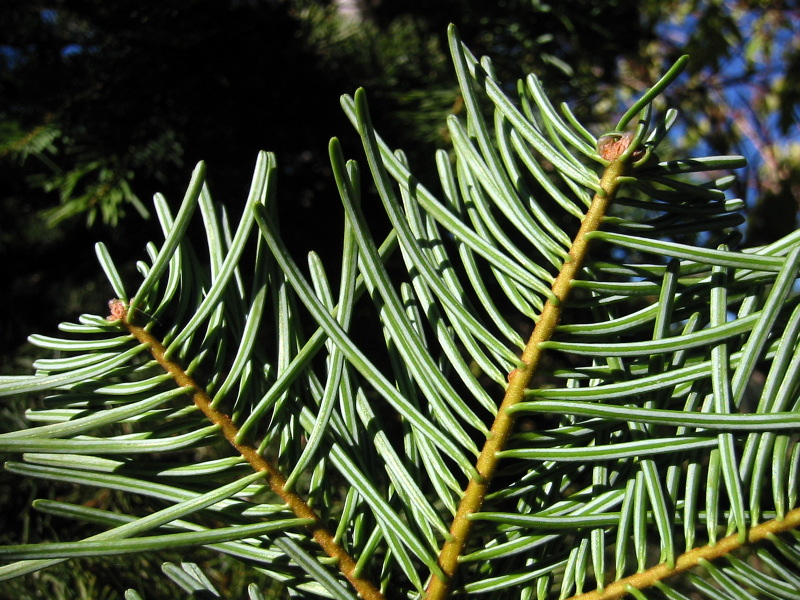
Follaje interior de A. concolor subesp. lowiana

La especie está fuertemente vinculada con Abies grandis, siendo la subespecie lowiana particularmente similar a la variedad Abies grandis var. idahoensis, intergraduada con ella en las Cascadas de Oregon central. En el sur de México, está reemplazada por otros parientes: Abies durangensis (abeto del Durango) y Abies mexicana (abeto de México).

## Usos
Es muy plantada con fines ornamentales en parques, particularmente algunos cultivares de la subesp. concolor seleccionados por su follaje intensamente azul glauco, como el cv. 'Violacea'. Algunos consideran que el follaje tiene un atractivo aroma, y por eso se usa mucho en decoración de Navidad, incluyendo como árbol de Navidad. La madera del abeto es blanda, y no resiste muy bien a los parásitos; se la usa en pequeñas cantidades en pasta para papel, empaques sin retorno, y algunos trabajos de construcción baratos.

## Taxonomía
Abies concolor fue descrita por (Gordon) Lindley ex Hildebr. y publicado en Verhandlungen des Naturhistorischen Vereines der Preussischen Rheinlande und Westphalens 18: 261. 1861.
Etimología
Abies: nombre genérico que viene del nombre latino de Abies alba.
concolor: epíteto latino que significa "con igual color".
Sinonimia
- Abies grandis var. concolor (Gordon) A.Murray bis
- Abies grandis var. lowiana (Gordon) Hoopes
- Abies lasiocarpa var. pendula Carrière
- Abies lowiana (Gordon) A.Murray bis
- Abies lowiana var. pendula (Carrière) Fitschen
- Abies lowiana var. viridula Debreczy & I. Rácz
- Picea concolor Gordon	basónimo
- Picea grandis Newb.
- Picea lowiana Gordon
- Picea lowii Gordon
- Picea parsonsiana Barron
- Picea parsonsii Fowler
- Pinus concolor (Gordon) Parl.
- Pinus lowiana (Gordon) W.R.McNab[6][7]